# 109シネマズ

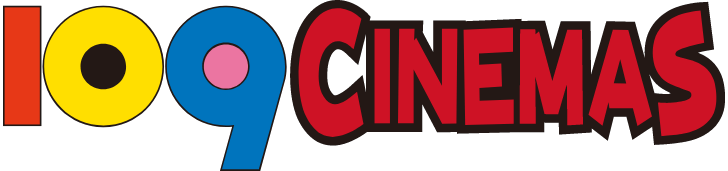
109シネマズのロゴ

109シネマズ（いちまるきゅうシネマズ、109 CINEMAS）は、東京都渋谷区に本社を置く東急レクリエーションが運営するシネマコンプレックスチェーン。

## 概要
1998年に港北東急百貨店（神奈川県横浜市都筑区）内に「109シネマズ港北」を開業。2007年4月に当時住友商事傘下のユナイテッド・シネマ（現：ローソン・ユナイテッドシネマ）との提携を発表して、一時はイオンシネマ、TOHOシネマズに次いでシネコン業界で3位の規模となっていた。
2024年6月時点で19の直営映画館と提携館2館を構えているが、2024年7月25日「ゆめが丘ソラトス」内に「109シネマズゆめが丘」がオープンしたことで直営館が20に増え、大阪エキスポシティ開業以来約7年ぶりの新設IMAXレーザーのシアターが導入される。
TOKYUポイント加盟店。

## 設備

### ラージフォーマット
この場合のラージフォーマットとは、通常の映画上映にはない横長の広い画面（参考：画面アスペクト比）の場合に限らず、プレミアムラージフォーマット(Premium Large Format)とも呼ばれる、それや、特別な音声効果や風やシートの振動などの効果を使用した上映のこと。
情報は2024年7月現在のものとなる。
| 設備名            | 備考 |
| ----------------- | --- |
| IMAX              | - 設備詳細はリンク先参照 - 全国の109シネマズの10館に導入 |
| 4DX               | - 設備詳細はリンク先参照 - 全国の109シネマズ9館（ULTRA 4DX含む）に導入 |
| SCREENX           | - 設備詳細はリンク先参照 - 全国の109シネマズ6館（ULTRA 4DX含む）に導入 |
| ドルビーアトモス  | - 設備詳細はリンク先参照 - 109シネマズでは「プレミアム新宿」のみに導入 |
| SAION（サイオン） | - 109シネマズオリジナル規格のプレミアムサウンドシアター - 2021年11月に「グランベリーパーク」に初導入となった - 全国5館（後述）に導入 - プレミアム新宿は『SAION -SR EDITION-』として全8シアターの音響を坂本龍一が監修 |

## サービス

### ポイントカード・会員サービス
- CINEMA POINT CARD（ブルーカード）
  - 入会費1,000円（年会費無料）
  - 楽天Edy機能付
  - 有料鑑賞1回ごとに1ポイントが付与される（3ポイント利用による割引鑑賞は付与対象外）。有効期限はポイント加算日の翌月より6ヶ月間。
    - 3ポイント利用でオンライン予約のみ鑑賞料金が1,200円になる（特別興行作品は対象外。IMAX、4DX、3D作品は別途追加料金が必要）。
    - 6ポイント利用で観賞料金が1回分無料（IMAX、4DX、および特別興行作品は対象外。3D作品は別途追加料金が必要）。

  - 最初から使えるポイントとして、2ポイント入っている。

その他の特徴
- 後述のネット予約時にピンポイントで予約が可能である。
- エグゼクティブシートの差額が無料になり、通常料金で座れる（年齢関係なし、会員本人と同伴者7名まで可能）。
- メンバーズデイ（毎週火曜日）の観賞料金が1,200円になる。（会員本人と同伴者7名まで可能）

かつて存在したサービス
- ブロンズカード（発行終了：現在、このカードの会員はブルーカード会員になっている）
  - 入会費無料
  - クレジットカード機能付
  - 最初から使えるポイントとして、6,000ポイント入っている（現在の6ポイント相当。以前は6,000ポイントで映画が1回分無料であったが、現在では6ポイントに改定されている）。
  - チケット購入でポイント10%アップ
  - お誕生月に有料でご鑑賞のお客様にはポイント20%アップ
  - 通常のショッピングでブロンズカードのクレジットカードを利用すると、1,000円につき30ポイント（現在では前述のようにポイントが改定されており、価値が異なる）加算される。
  - クレジットカードを提供していたソニーファイナンスが提携終了のため、ブルーカードへ移行することとなった。移行の際には発行費は無料であるが、最初から使えるポイントは入っていない。なお、ブロンズカードに入っていたポイント自体はこのカード内に移行される。
- ブルーモバイルメンバー（廃止：ブルーカード会員へ）
  - 入会費500円
  - auかNTT docomoの携帯電話に対応。
  - 最初から使えるポイントとして、1ポイント入っている。
- 提携Edy会員（廃止：ブルーカード会員へ）
  - 入会費無料
  - Edyもしくはおサイフケータイ（Softbank、ブルーモバイルメンバー非対応機種）で入会する。
  - 上記2つのカードと違って、最初から使えるポイントはまったく入っていない。

### インターネットチケット購入システム「良・席・予・約」
パソコンまたは携帯電話を使い、インターネット上で映画チケットの購入・支払いができるシステム。
- 一般客/ブルーカード会員
  - ピンポイント座席予約が可能。
  - ブロンズカードの2010年2月28日の終了に伴って、同年3月1日よりスペシャルシートの座席予約が可能となる。
  - 支払いはクレジットカードの他にムビチケ・楽天スーパーポイントが利用可能。

## 劇場
特筆がない限り、4DXシアターを除く全スクリーンに上位座席「エグゼクティブシート」を導入している。

### 「109シネマズ」ブランドの劇場
| 劇場名             | 所在地                                          | 開館日         | 規模                 | 備考 |
| ------------------ | ----------------------------------------------- | -------------- | -------------------- | --- |
| 富谷               | 宮城県富谷市 イオンモール富谷                   | 2003年3月21日  | 10スクリーン 1,808席 | |
| プレミアム新宿     | 東京都新宿区 東急歌舞伎町タワー                 | 2023年4月14日  | 8スクリーン 752席    | - 『SAION -SR EDITION-』導入劇場 - 鑑賞チケット購入者のみが利用できる特別ラウンジを設置 |
| 木場               | 東京都江東区 深川ギャザリア                     | 2000年11月16日 | 8スクリーン 1,377席  | |
| 二子玉川           | 東京都世田谷区 二子玉川ライズ                   | 2015年4月24日  | 10スクリーン 1,665席 | - IMAXシアターに「グランドエグゼクティブシート」完備 - TAG-COFFEE STAN(D)併設 |
| グランベリーパーク | 東京都町田市 南町田グランベリーパーク           | 2006年3月17日  | 10スクリーン 1,493席 | - 2017年2月12日までは「グランベリーモール」として営業 - 併設施設の再開発に伴い一時休館していたが、2019年11月13日に再開業 - 「SAION」導入劇場                                                                                      |
| 佐野               | 栃木県佐野市 フェドラP&D SANO                   | 2005年8月3日   | 10スクリーン 1,429席 | |
| 高崎               | 群馬県高崎市 メディアメガ高崎店                 | 2001年6月30日  | 8スクリーン 1,513席  | - EXEシートは非導入 - 全スクリーンにペアシート完備 - 2025年8月31日に閉館予定 |
| 菖蒲               | 埼玉県久喜市 モラージュ菖蒲                     | 2008年11月28日 | 11スクリーン 1,670席 | |
| 港北               | 神奈川県横浜市都筑区 港北 TOKYU S.C.            | 1998年4月25日  | 7スクリーン 1,068席  | - EXEシートはシアター1と2のみ導入 - シアター3-7にはペアシートが設置されている |
| ゆめが丘           | 神奈川県横浜市泉区 ゆめが丘ソラトス             | 2024年7月25日  | 10スクリーン 1,273席 | - 常設キッズ向けシアター「KIDS CINEMA」導入 - 開業日の7月25日には同施設のオープニング宣伝アンバサダーである小島よしおが『怪盗グルーのミニオン超変身』上映終了後のオープニングイベント（トークコーナー、お笑いライブ）に登壇した。 |
| 川崎               | 神奈川県川崎市幸区 ラゾーナ川崎プラザ           | 2006年9月28日  | 10スクリーン 1,838席 | - 全スクリーンの前列部に「ロッキングシート」導入 - TAG-COFFEE STAN(D)併設 |
| 湘南               | 神奈川県藤沢市 テラスモール湘南                 | 2011年11月11日 | 10スクリーン 2,045席 | 「SAION」導入劇場 |
| 名古屋             | 愛知県名古屋市中村区 マーケットスクエアささしま | 2005年3月18日  | 10スクリーン 1,736席 | - 「SAION」導入劇場 - TAG-COFFEE STAN(D)併設 |
| 四日市             | 三重県四日市市 トナリエ四日市                   | 2004年11月20日 | 9スクリーン 1,444席  | TAG-COFFEE STAN(D)併設 |
| 明和               | 三重県多気郡明和町 イオンモール明和             | 2001年8月11日  | 8スクリーン 1,651席  | |
| 大阪エキスポシティ | 大阪府吹田市 EXPOCITY                           | 2015年11月19日 | 11スクリーン 1,884席 | - 「SAION」導入劇場 - TAG-COFFEE STAN(D)併設 |
| 箕面               | 大阪府箕面市 みのおキューズモール               | 2003年10月1日  | 9スクリーン 1,378席  | |
| HAT神戸            | 兵庫県神戸市中央区 ブルメールHAT神戸            | 2005年10月26日 | 10スクリーン 1,795席 | |
| 広島               | 広島県広島市西区 アルパーク                     | 2009年4月29日  | 9スクリーン 1,470席  | TAG-COFFEE STAN(D)併設 |
| 佐賀               | 佐賀県佐賀市 モラージュ佐賀                     | 2006年11月22日 | 10スクリーン 1,631席 | |

### 業務提携劇場
| 劇場名        | 所在地                                | 提携開始日     | 規模                | 備考 |
| ------------- | ------------------------------------- | -------------- | ------------------- | --- |
| ムービル      | 神奈川県横浜市西区 相鉄ムービル       | 2011年3月12日  | 5スクリーン 1,953席 | - 1988年11月12日 - 2011年3月11日は「相鉄ムービル」の名称だった。 - 相鉄ムービルの開館 - 2006年5月31日は相鉄ローゼンが運営し、 同年6月1日 - 東急レクリエーションが運営している。 |
| AL☆VEシアター | 秋田県秋田市 秋田拠点センターアルヴェ | 2020年12月25日 | 3スクリーン 387席   | 運営は秋田シネマ&エンターテイメントが担当。 |

### 閉館した劇場
MM横浜
神奈川県横浜市西区 GENTO YOKOHAMA2階 ＜11スクリーン、2,210席、2004年11月26日開館、2015年1月25日閉館＞ （暫定施設）
相鉄ローゼン、松竹マルチプレックスシアターズとの共同経営。

### ギャラリー
※印の画像は、取り付けられている看板（商標など）が必ずしも現況と一致しない。

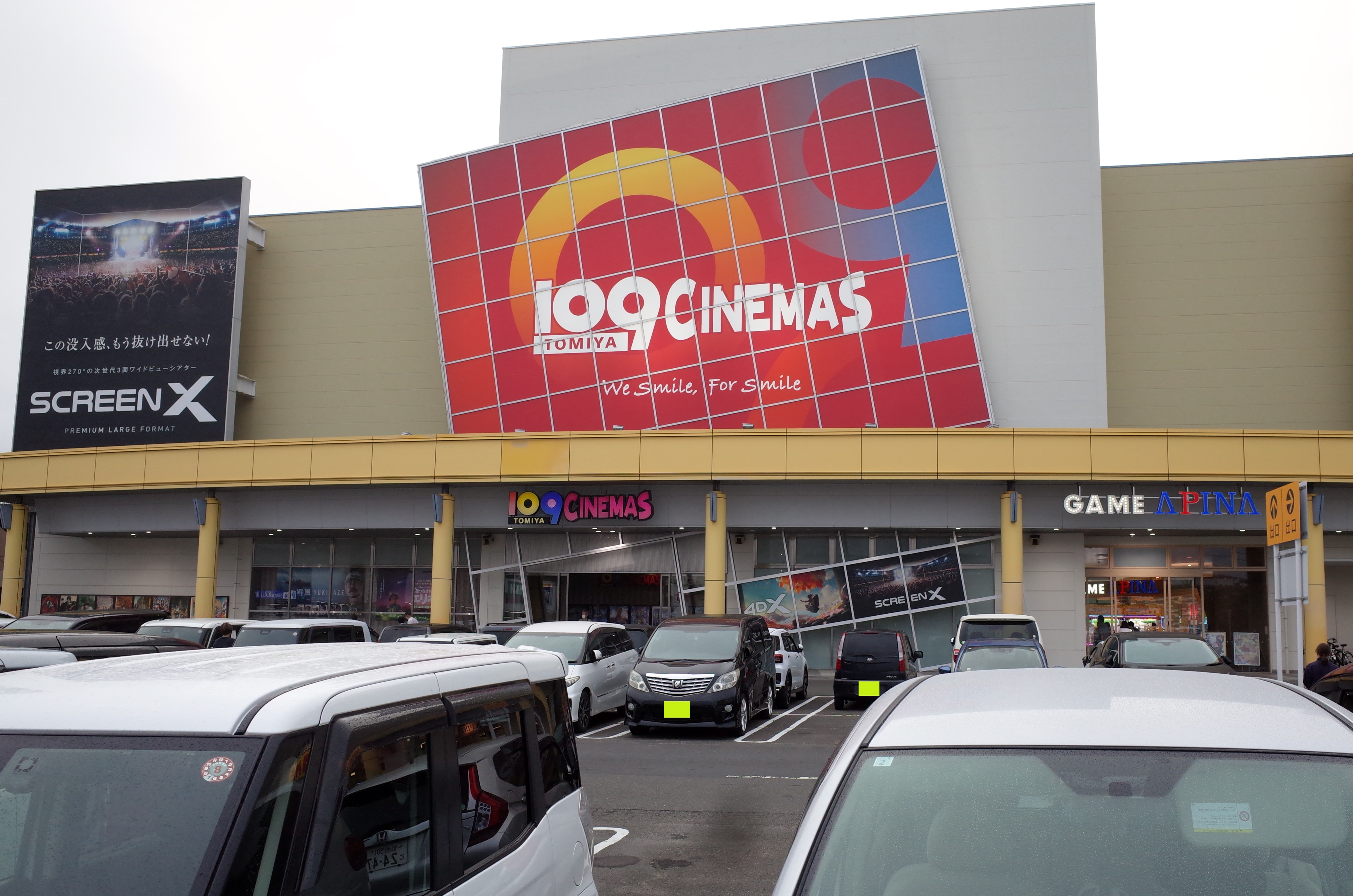
富谷 （イオンモール富谷）
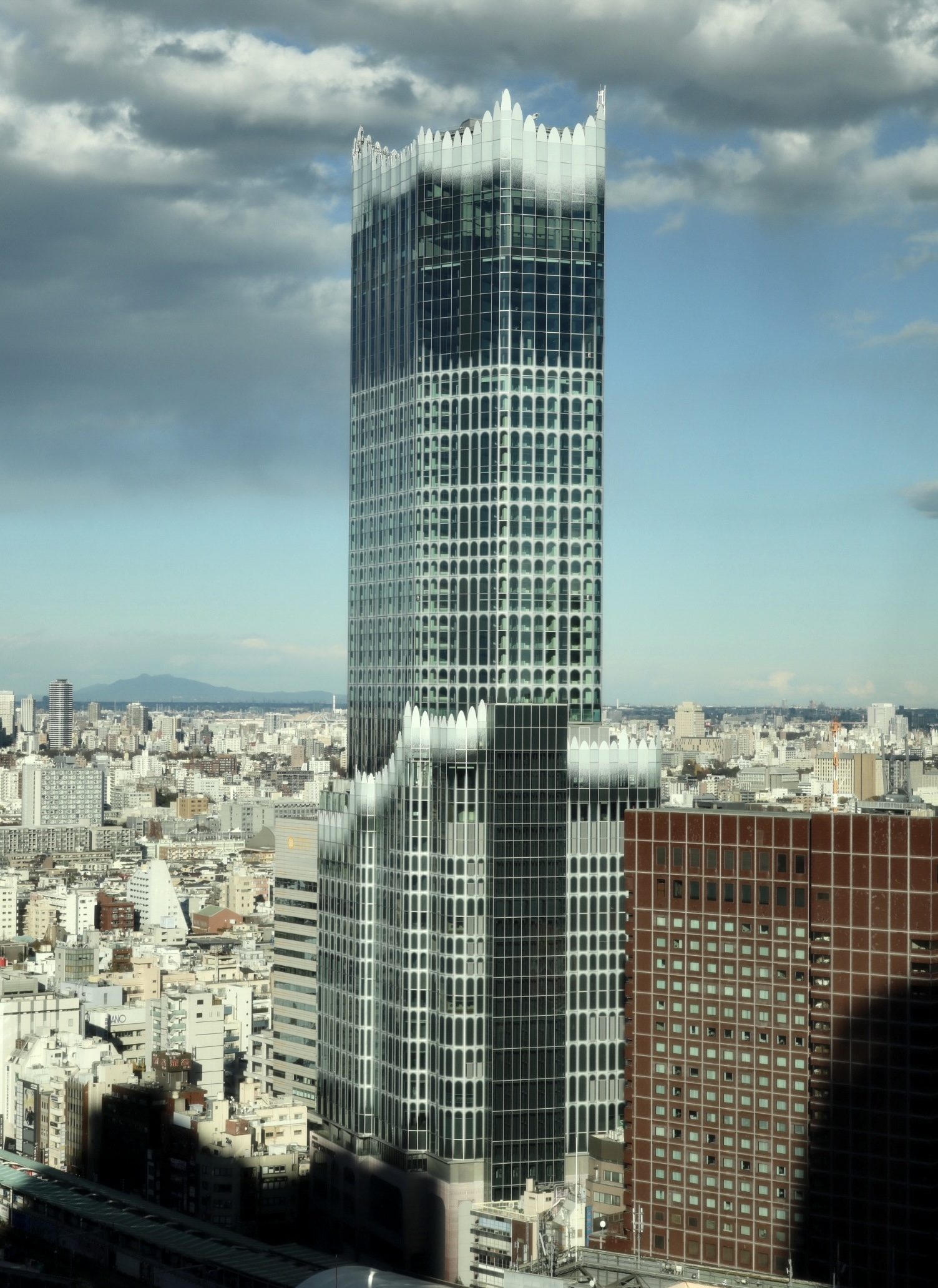
プレミアム新宿 （東急歌舞伎町タワー）
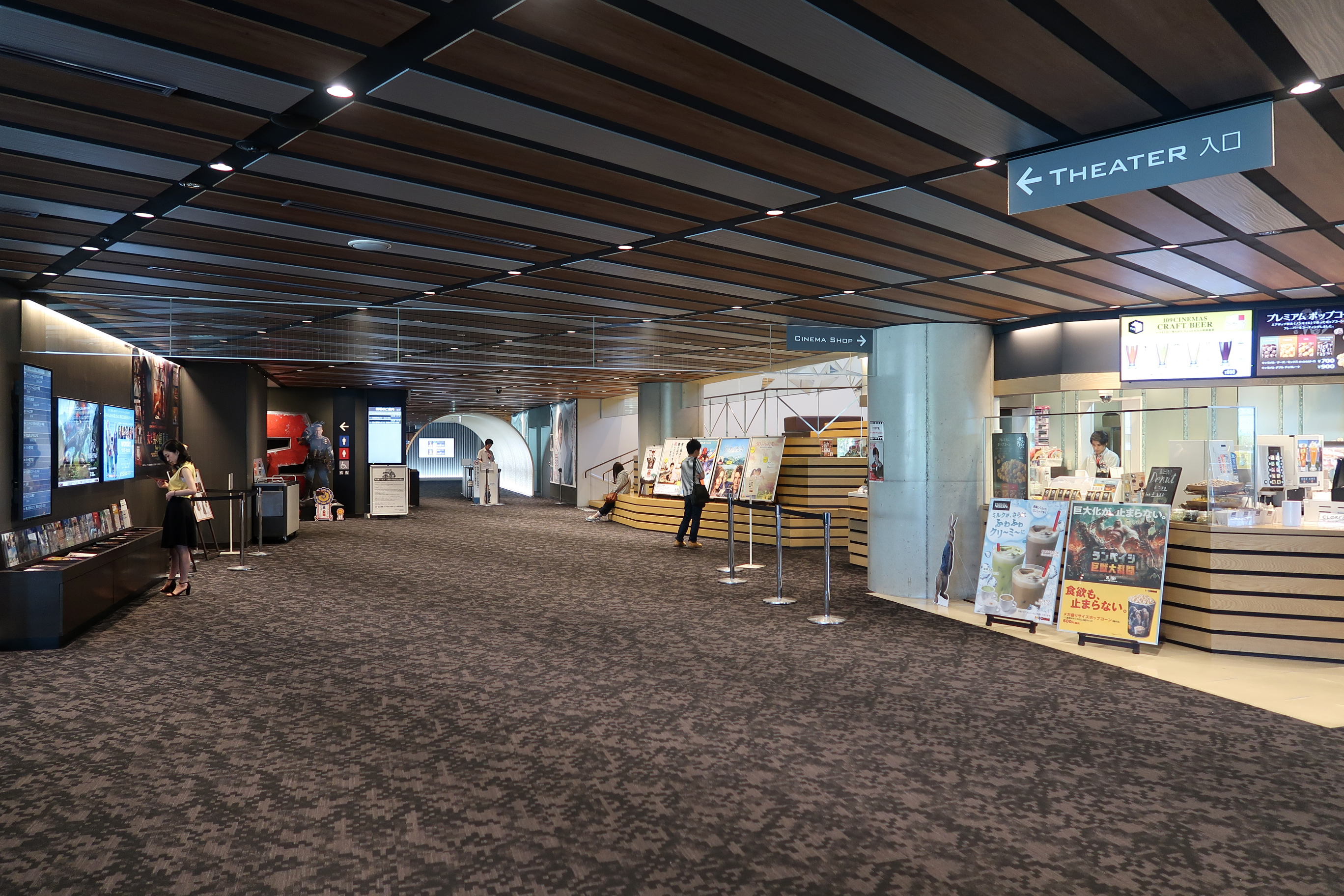
二子玉川 （二子玉川ライズ）
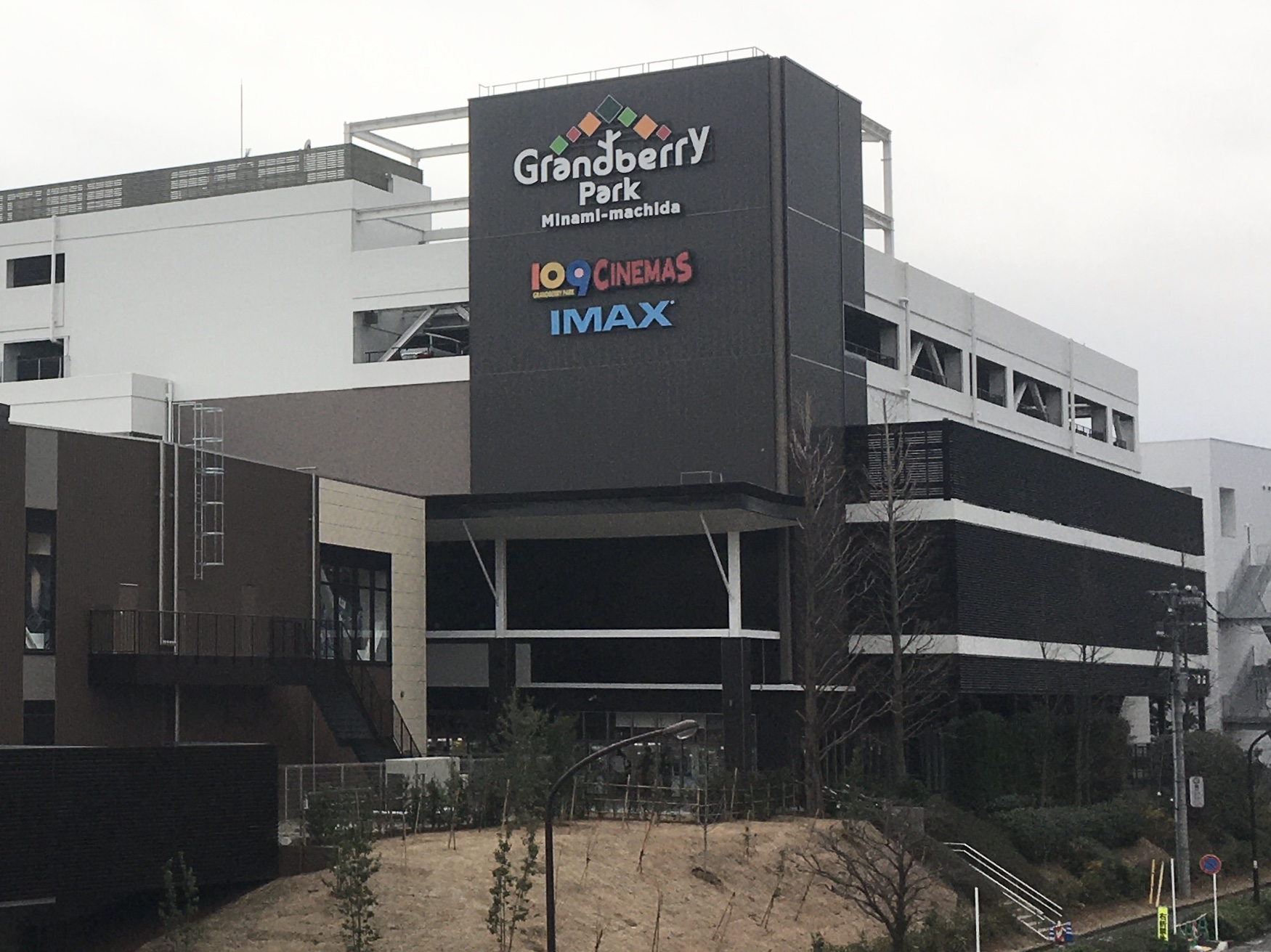
グランベリーパーク
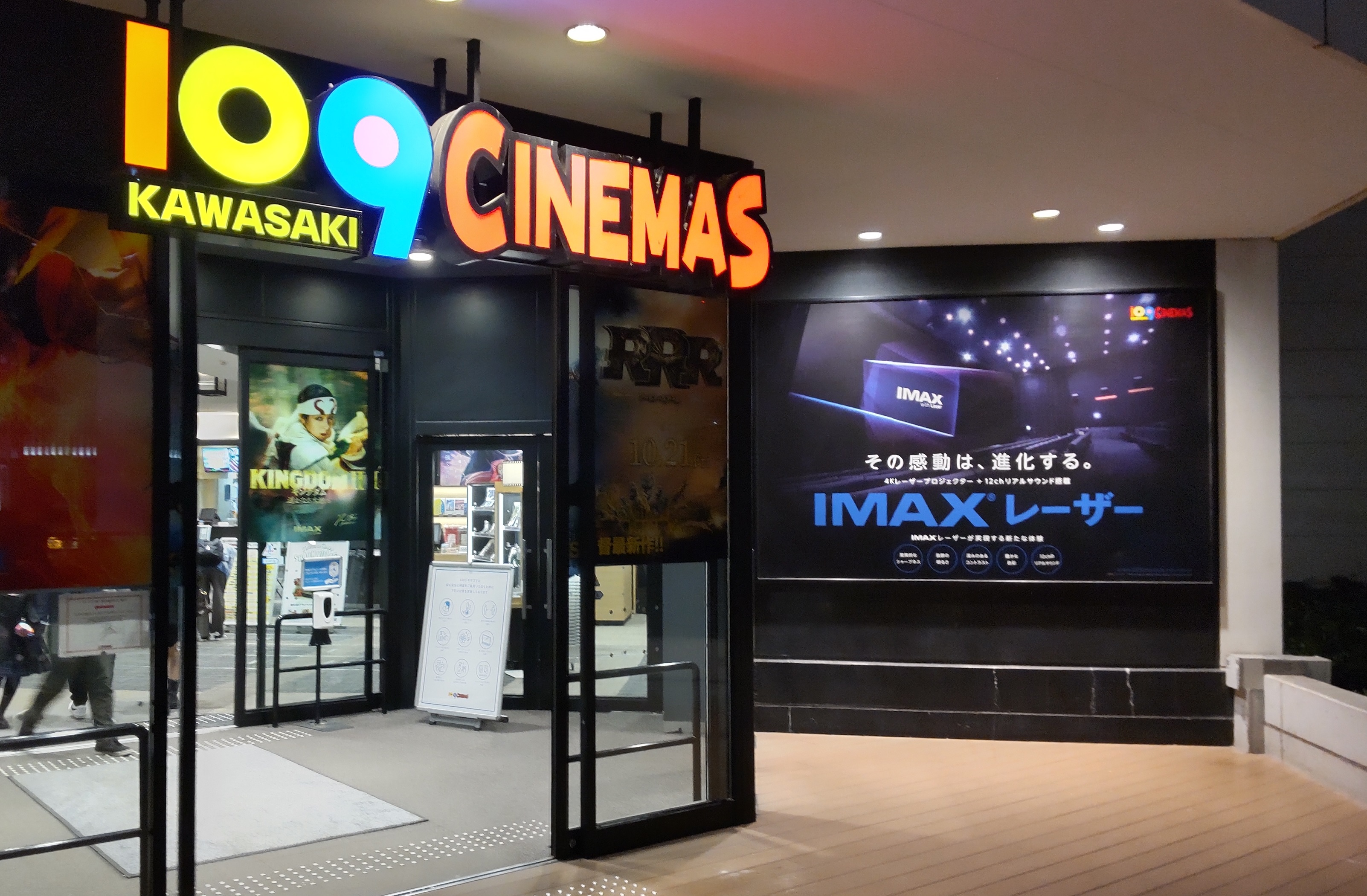
川崎 （ラゾーナ川崎プラザ）
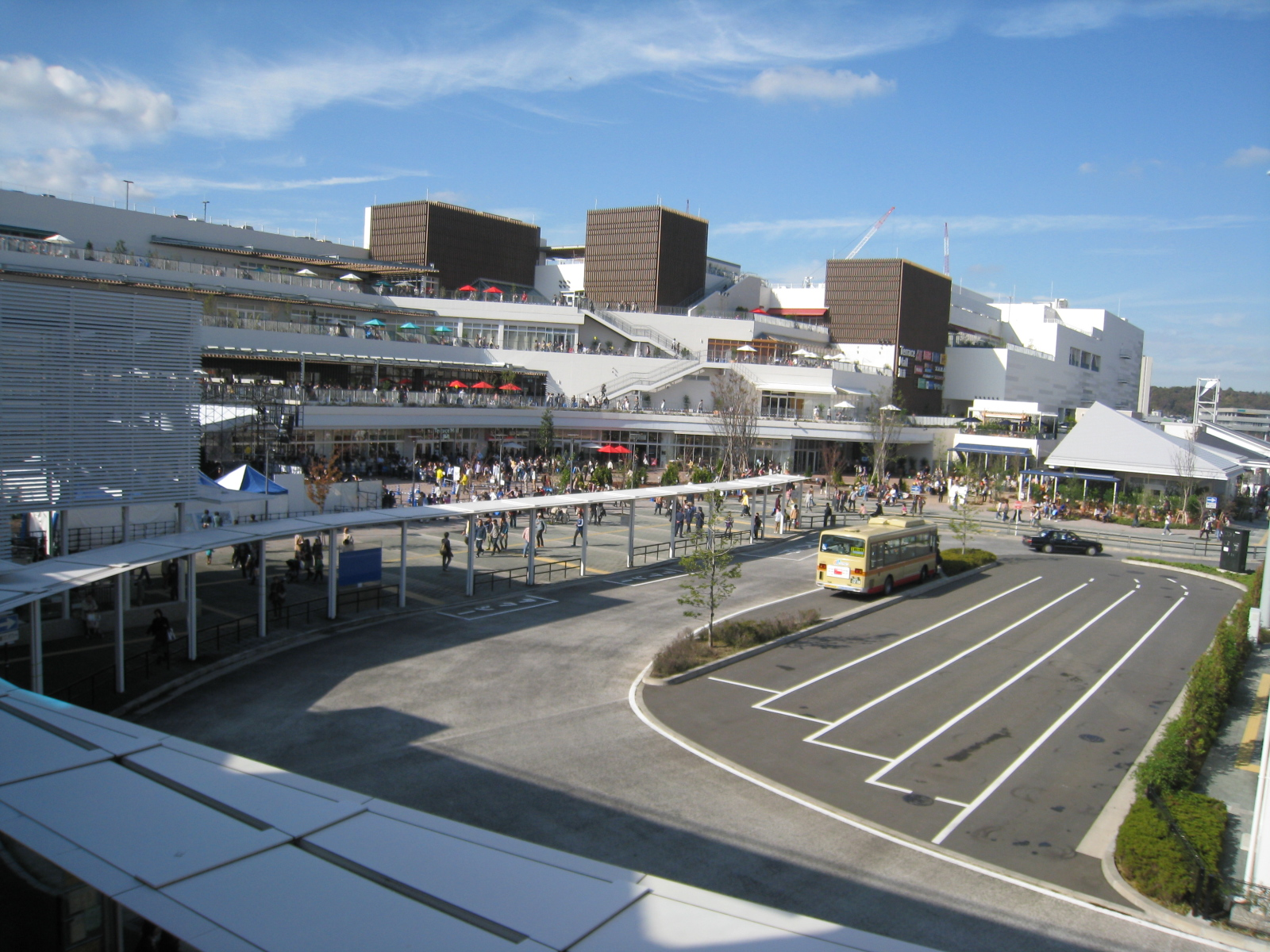
湘南 （テラスモール湘南）
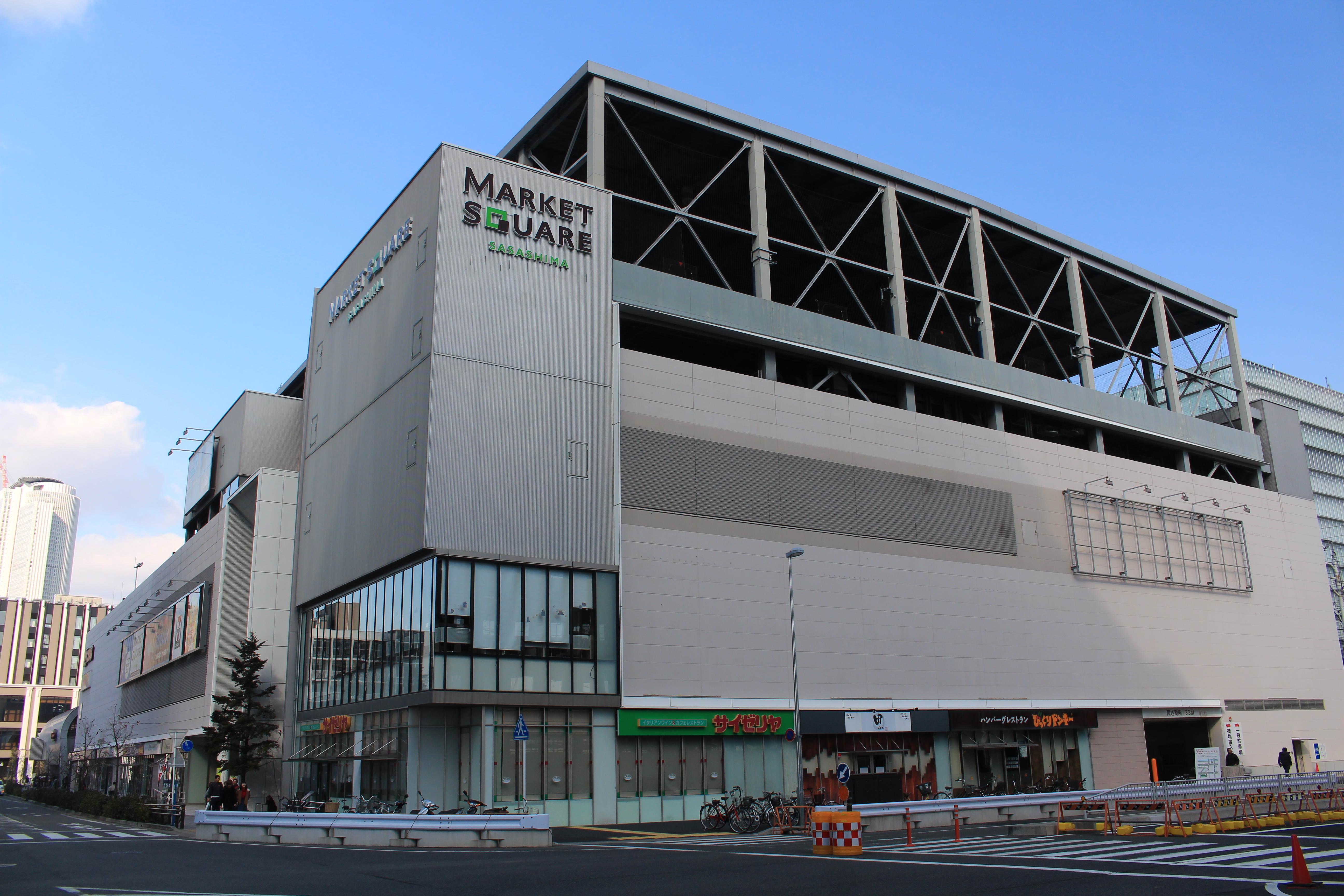
名古屋 （マーケットスクエアささしま）
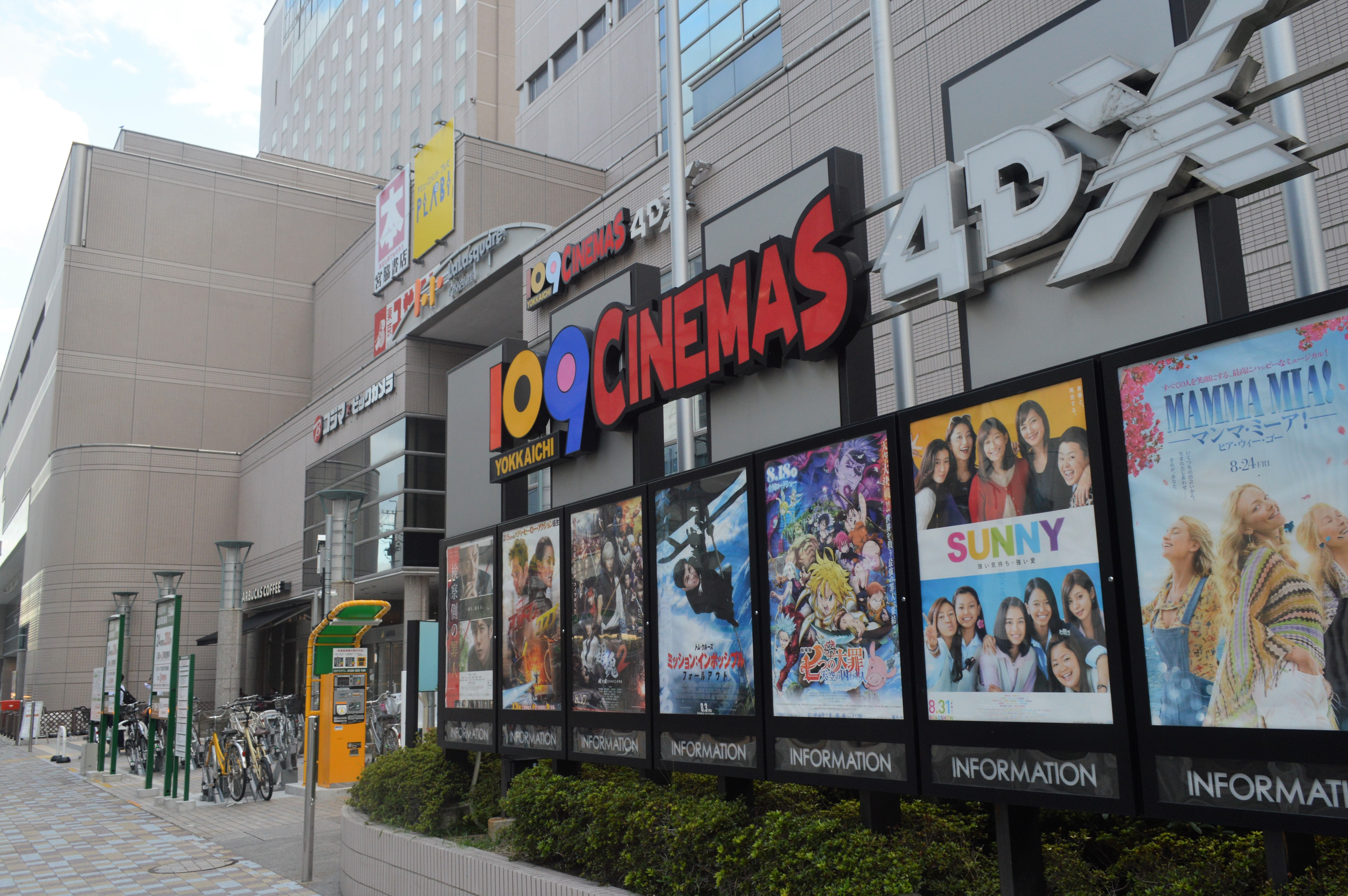
四日市 （トナリエ四日市）
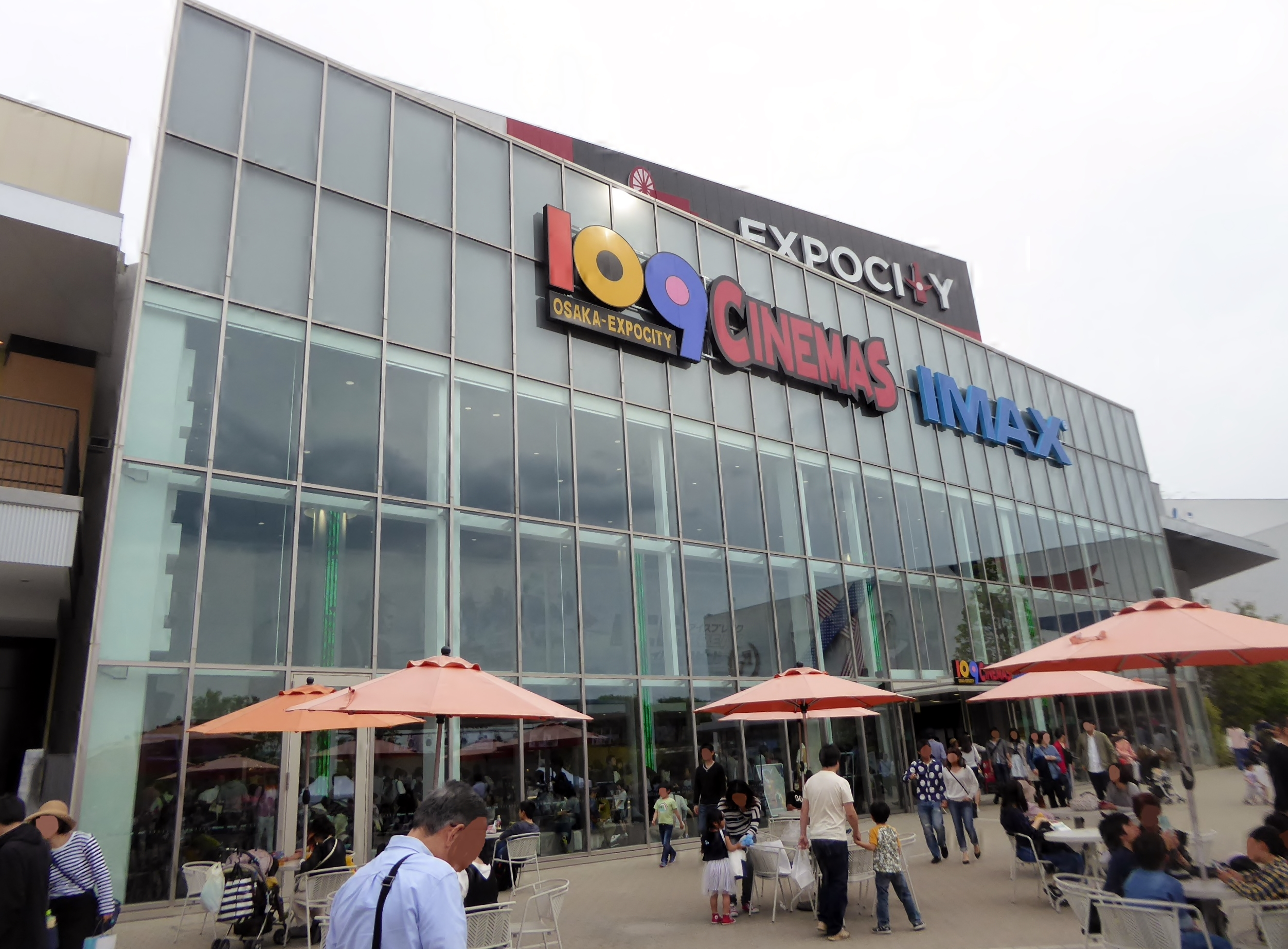
大阪エキスポシティ
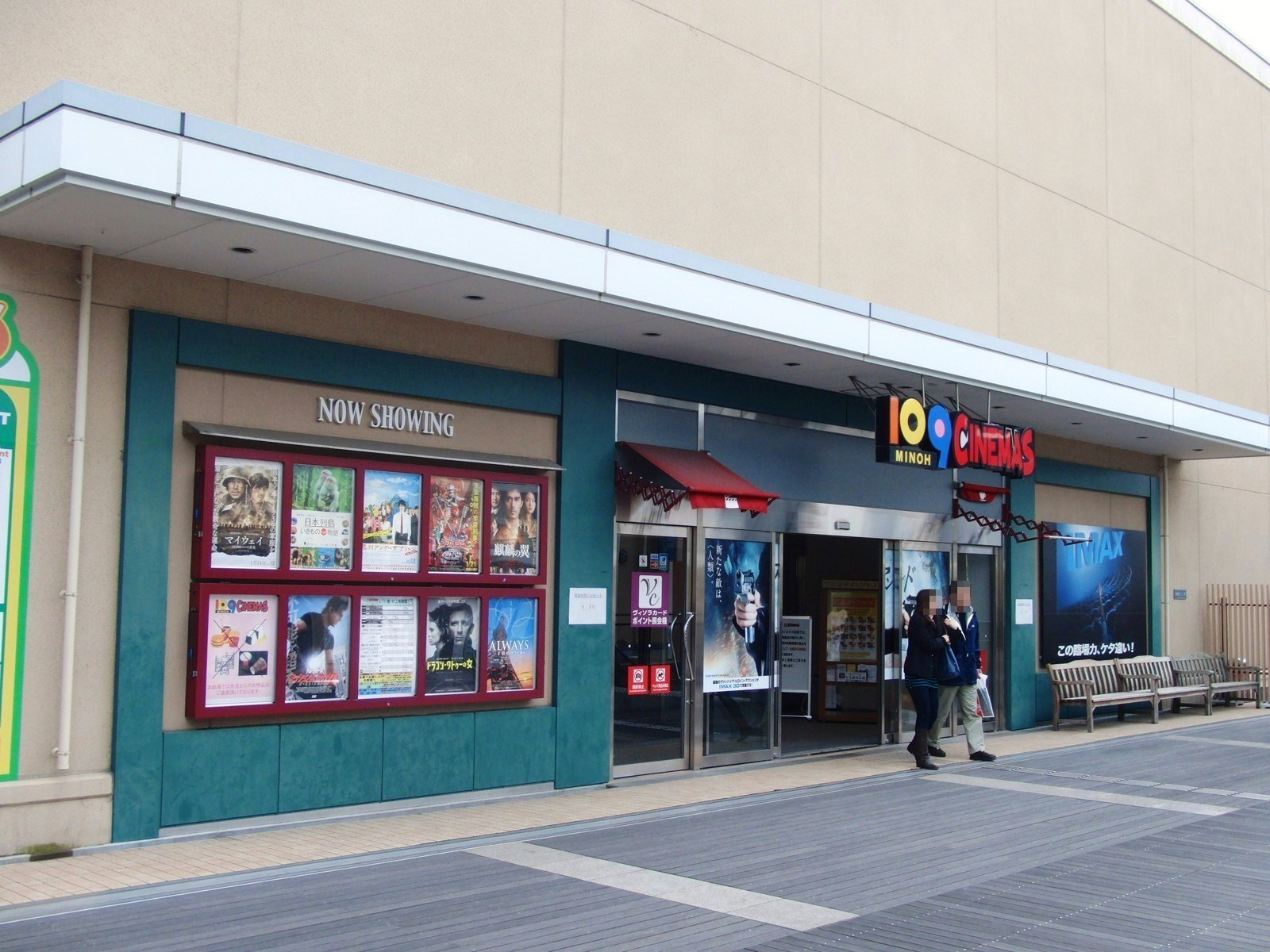
箕面 （みのおキューズモール WEST）
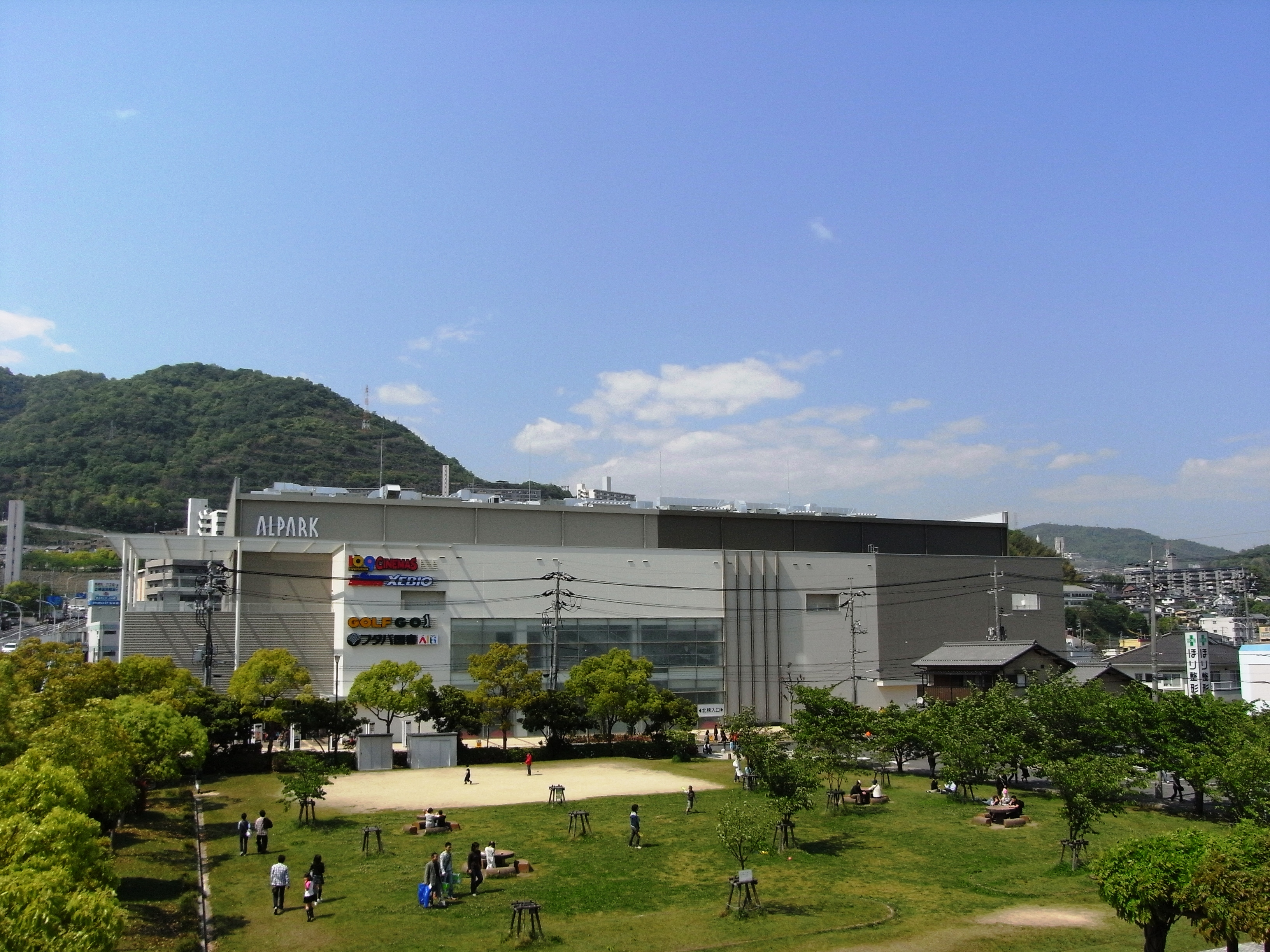
広島 （アルパーク北棟）
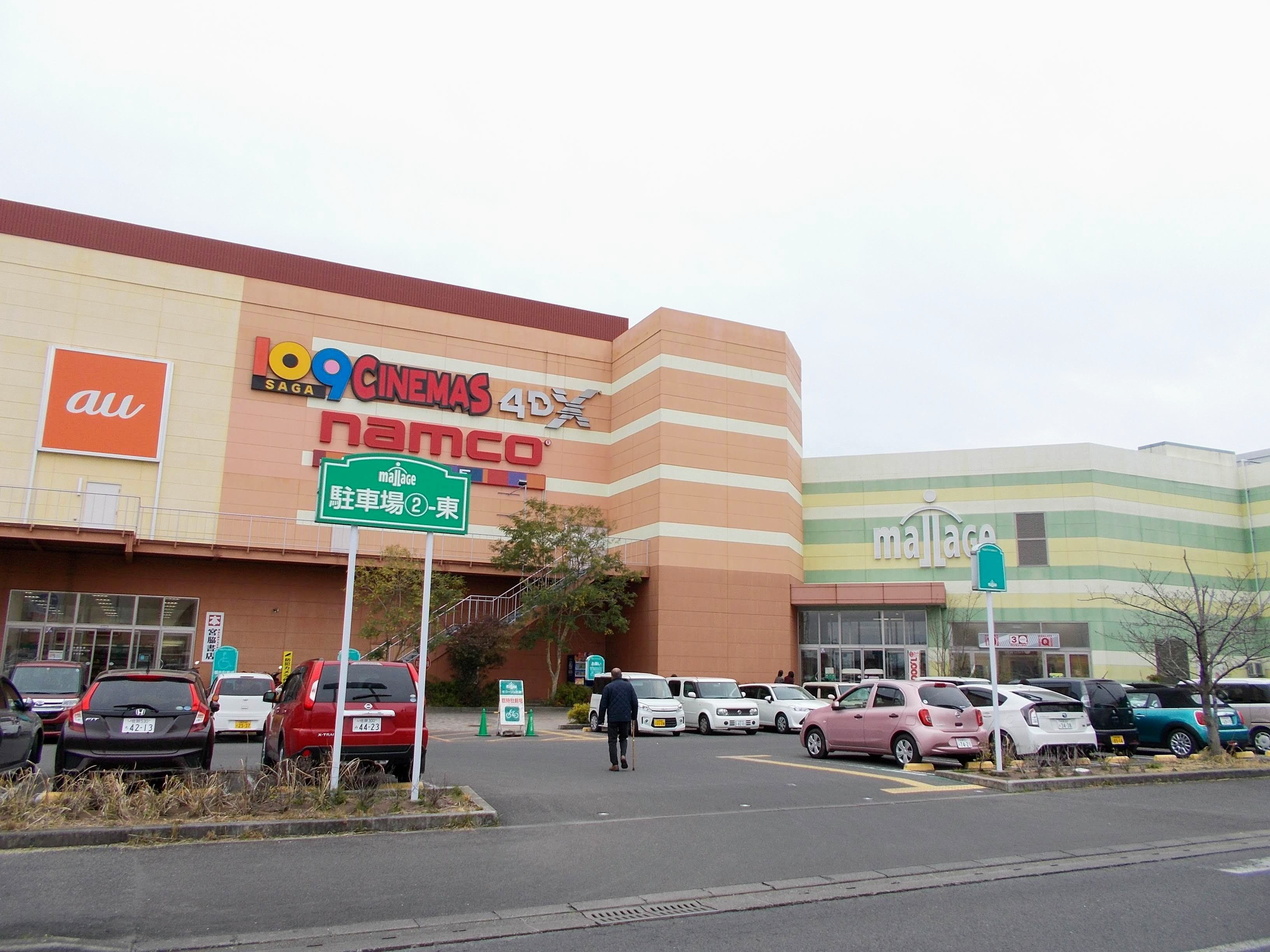
佐賀 （モラージュ佐賀）
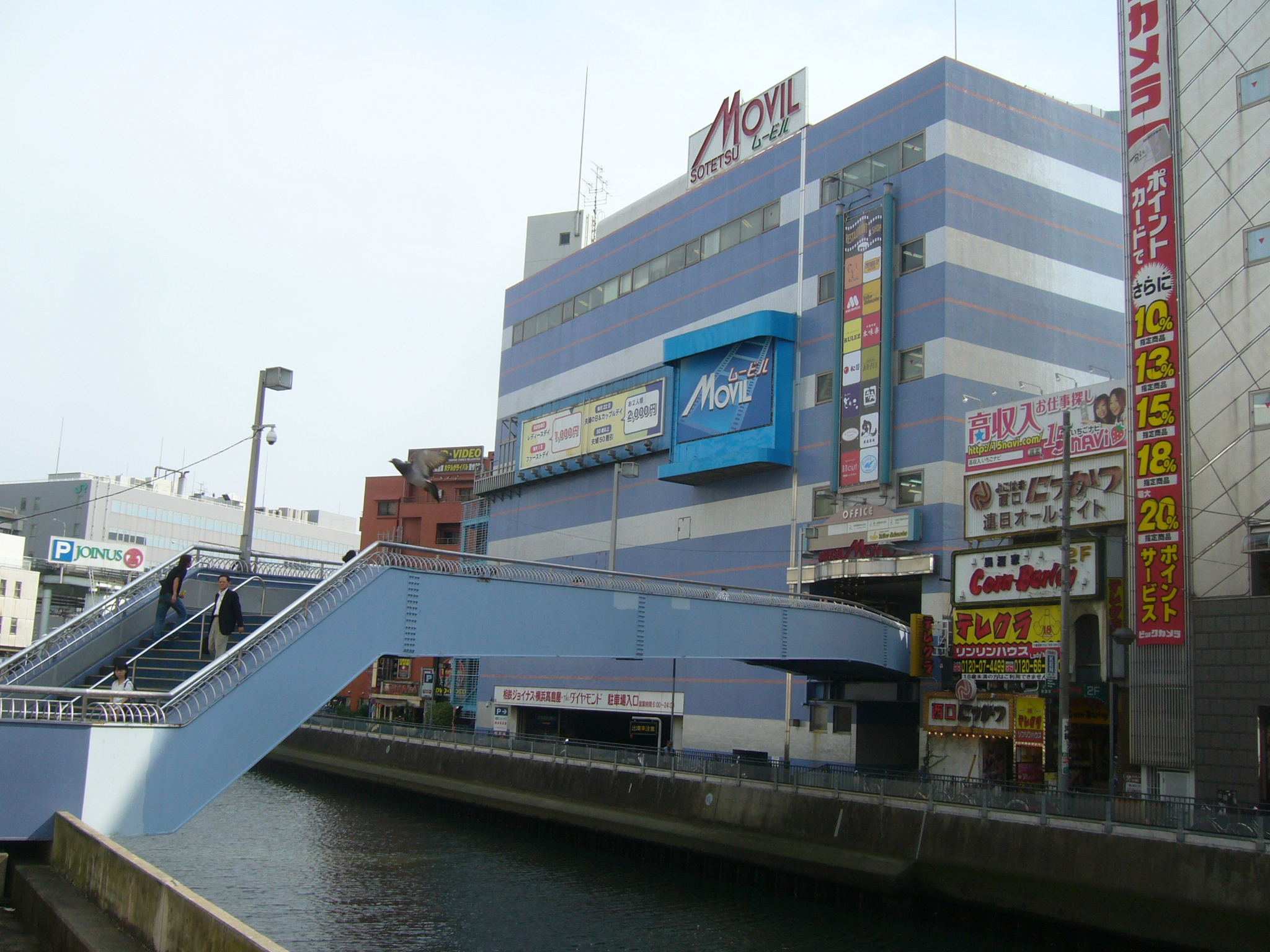
ムービル（提携館）
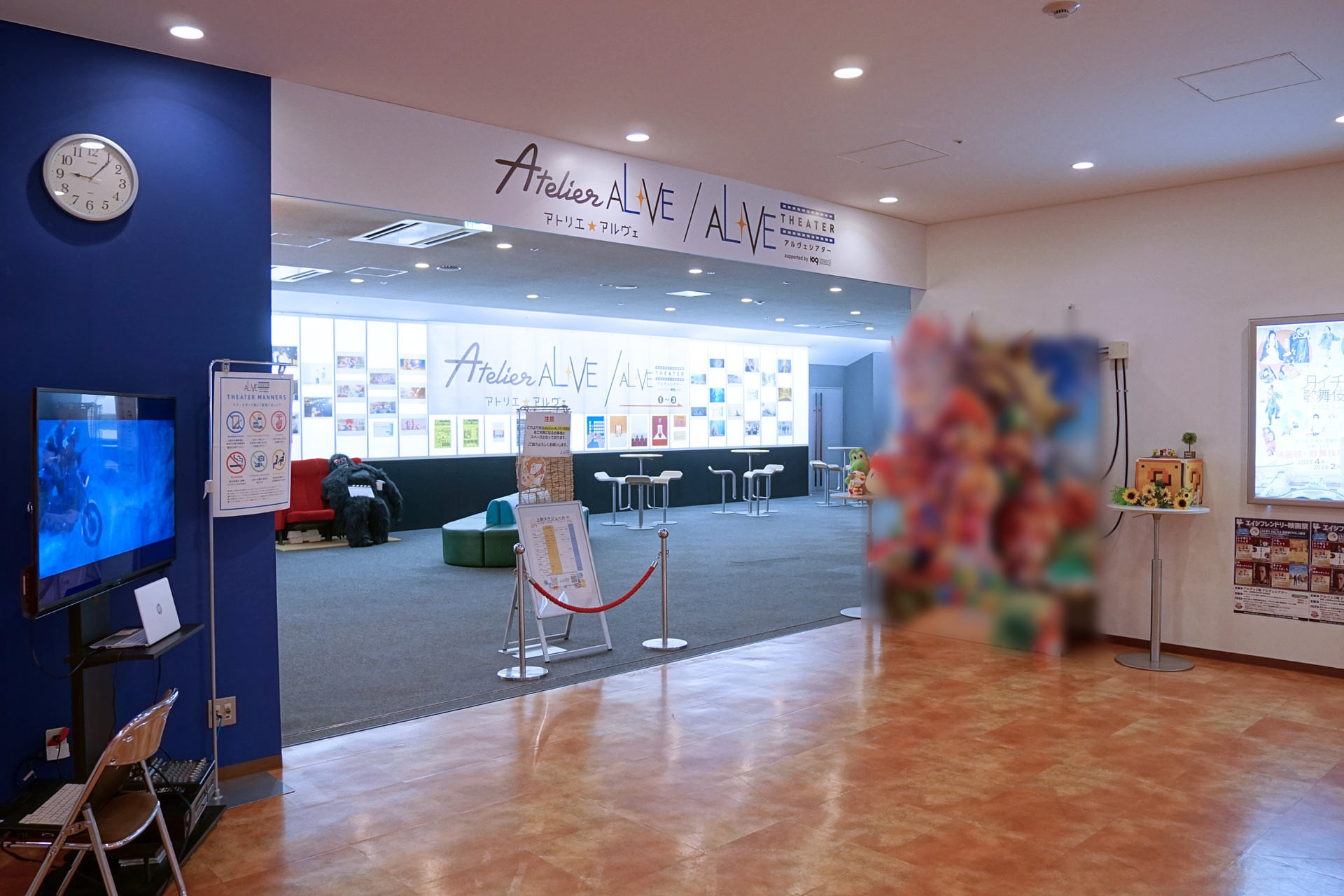
AL☆VEシアター（提携館）
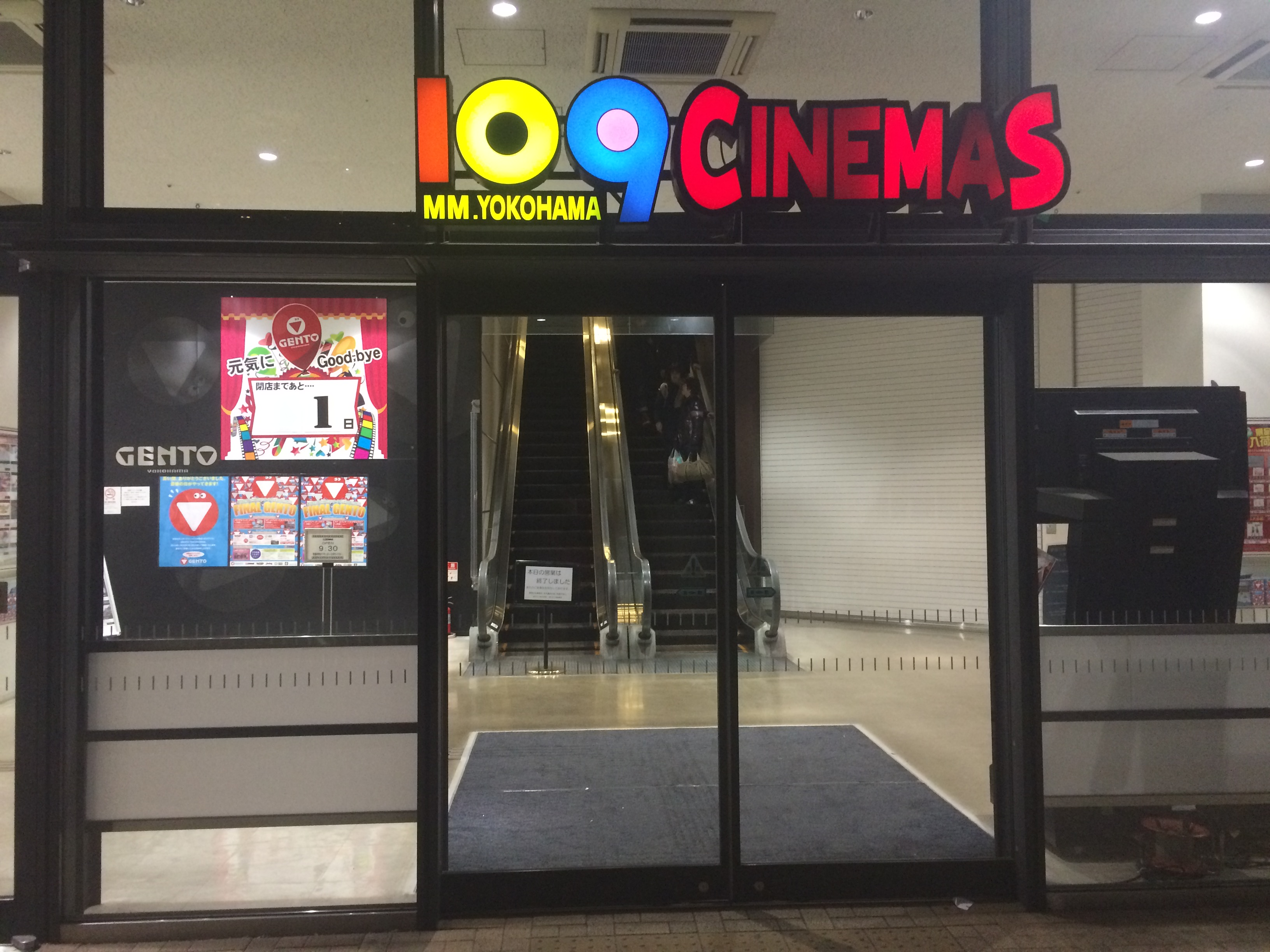
MM横浜（閉館）